# Franse strip
De Franse strip (Frans: bande dessinée) is het geheel van beeldverhalen gemaakt door Franse auteurs en beeldverhalen bestemd voor Franse markt. Frankrijk vormt samen met Franstalig België en Franstalig Zwitserland in grote mate (en in mindere mate met Quebec) één geheel van stripauteurs, uitgeverijen en lezers. Dit gaf ook aanleiding tot de ontwikkeling van een gezamenlijke stijl van de Franco-Belgische stripschool.

## Voorlopers

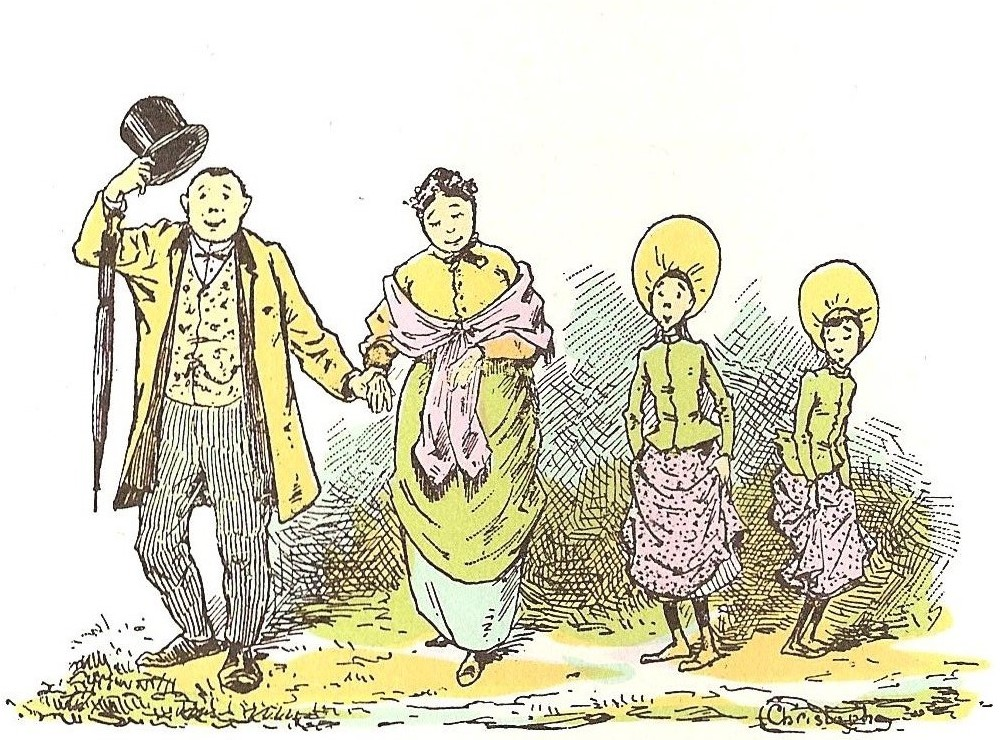
La famille Fenouillard

Als verre voorloper van de Franse strip worden de images d'Epinal genoemd. Verder waren er de "histoires sans paroles" (tekstloze verhalen) die tussen 1882 en 1895 verschenen in het Parijse weekblad Chat noir. Bekende tekenaars zoals Steinlen, Willette, de Sta, Döes, Fau, Rabier en Caran d'Ache werkten voor dit blad. In Frankrijk ontstaat de echte strip aan het einde van de 19e eeuw. Franse stripmakers houden langer vast aan een strip met onderschriften in plaats van tekstballonnen dan hun Amerikaanse evenknieën. Tot aan de Eerste Wereldoorlog zijn strips met tekstballonnen de uitzondering. De bekendste Franse strippionier is Christophe die vanaf 1889 de avonturen La famille Fenouillard tekent voor het tijdschrift Petit Français illustré. De term "bande dessinée" ontstaat pas in de jaren 1950.

## Striptijdschriften

### Begin

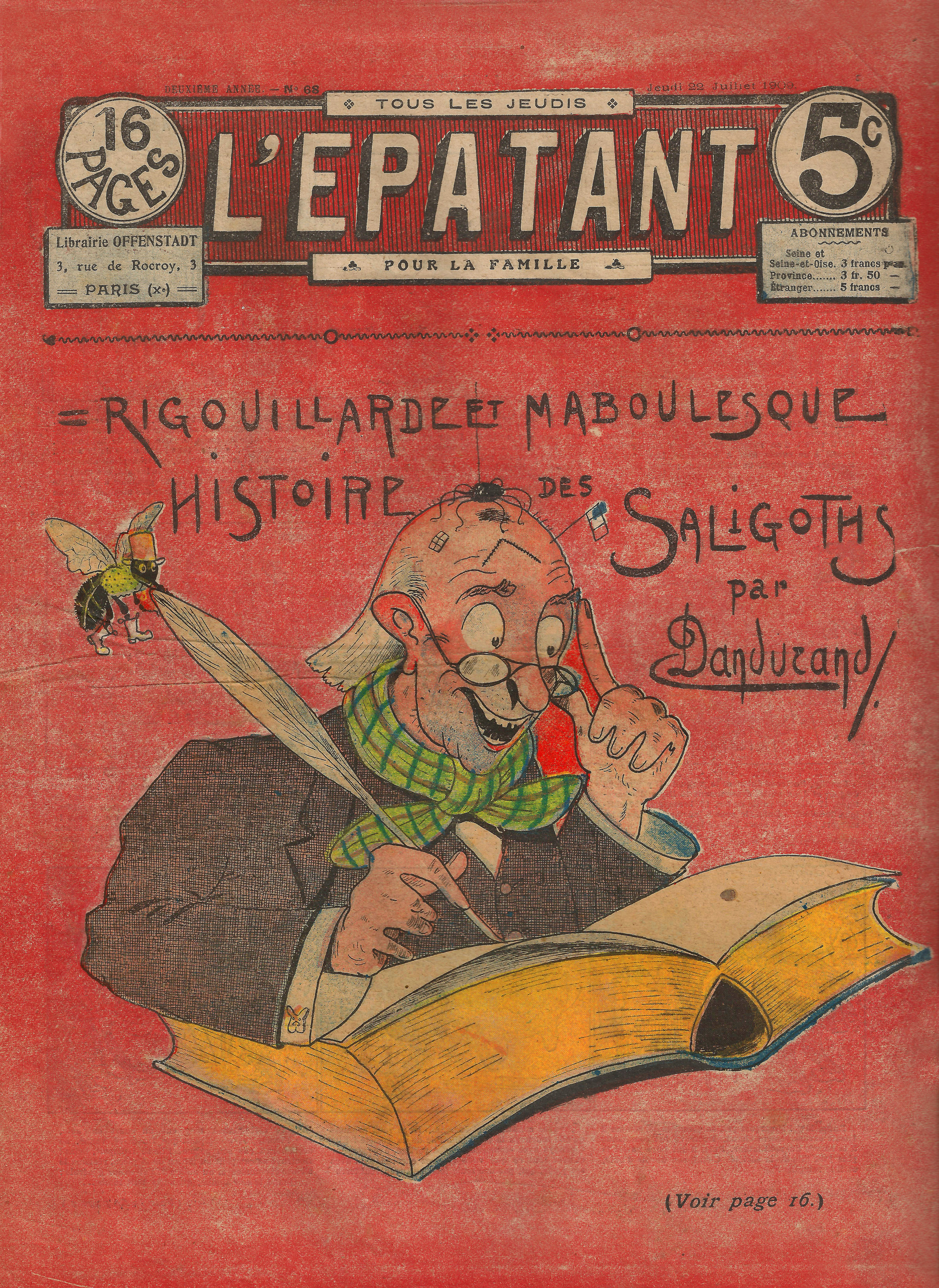
L'Epatant, 1909

Verschillende tijdschriften voor de jeugd ontstaan rond de eeuwwisseling, waarvan sommige bestemd zijn voor de kinderen van de bourgeoisie (Mon Journal, Le journal de la jeunesse, Le journal illustré) en andere voor de arbeidersjeugd, die over het algemeen minder brave verhalen brengen (L'Epatant, Le petit illustré, Cri-Cri, Fillette, L'Intrépide). Ook de traditionele uitgevers creëren striptijdschriften (La semaine de Suzette, Lisette, Pierrot, L'Echo de Noel, Bernadette, Coeurs-vaillants). Sommige van deze bladen hebben een uitgesproken katholiek karakter. Bécassine, getekend door Jospeh-Porphyre Pinchon, verschijnt voor het eerst in 1905 in het weekblad voor meisjes La semaine de Suzette en kent veel succes. Les pieds nickelés van Paul Forton verschijnt voor het eerst in 1908 in het blad L'Epatant en is een van de oudste en bekendste, Franse stripreeksen. Het zijn strips met onderschriften die pas vanaf de jaren 1950 zullen overschakelen naar het gebruik van tekstballonnen.

### L'âge d'or (gouden tijdperk)
Na de oorlog worden de stripbladen dynamischer, met meer moderne en realistische verhalen. Op 3 mei 1925 verschijnt het eerste verhaal van Zig et Puce van Alain Saint-Ogan in Dimanche illustré. Dit wordt de eerste volwaardige, Franse stripreeks met stripballonnen. Saint-Ogan inspireerde zich op de Amerikaanse strip Winnie Winkle die in hetzelfde blad verscheen. In 1934 verschijnt het eerste nummer van Journal de Mickey, een uitgave van de Franse journalist Paul Winkler. Hij bezat de rechten voor Frankrijk van de figuren van Walt Disney en hij was agent voor het Amerikaanse King Features Syndicate. Deze uitgave op groot formaat en in kleur, met de moderne Amerikaanse strips, is onmiddellijk een groot succes bij de Franse jeugd. Het blad verkoopt al snel meer dan 500.000 exemplaren per week. Al snel ontstaan in Frankrijk andere bladen die Amerikaanse strips brengen: Robinson (met Tarzan, Mandrake, Flash Gordon), Hop-là (met Prince Valliant, Popeye), Hurrah (met Red Ryder, Brick Bradford), L'As (Tarzan, Buck Rogers). Deze bladen bieden ook kansen aan Franse tekenaars. Zo brengt Le journal de Toto niet enkel de Amerikaanse strip Dick Tracy, maar ook Toto getekend door Rob-Vel.

### Tweede Wereldoorlog
Een groot deel van de uitgevers van stripbladen vestigt zich in de vrije zone van Frankrijk, onder het regime van Vichy om te kunnen verder werken. Enkele bladen verschijnen verder in het bezette deel van Frankrijk onder toezicht van de Duitse bezetter (L'Aventureux, Hurrah). Er verschijnen ook ronduit Duitsgezinde bladen: Les grandes aventures (1940-41), Gavroche (1940-41), Fanfan la tulipe (1941-42), Téméraire (1943-44). Er is papiergebrek en door de oorlog wordt de aanvoer van Amerikaanse materiaal voor de stripbladen onderbroken. Dit biedt volop kansen aan Franse tekenaars. Die inspireren zich op de Amerikaanse comics, maar ook op de Italiaanse strips. Uit Italië komt het concept van de bundeling van een apart, op zichzelf staand verhaal van een stripreeks. De stripbladen geven deze uit als supplement van maar acht tot zestien pagina's, gelet op het papiertekort dat zich nog laat voelen tot het begin van de jaren 1950.

### Na de oorlog
Na de oorlog hernemen sommige van de vooroorlogse, Franse bladen. Er verschijnen ook nieuwe bladen, zoals Coq Hardi van Jacques Dumas en het communistische Vaillant (vanaf 1969 Pif Gadget). Daarnaast verschijnen er ook stripbladen in zwart-wit op pocketformaat, te beginnen met Camera 34 en Super-boy. Er komt ook concurrentie uit Franstalig België. Spirou (Franse versie van Robbedoes) verschijnt vanaf 1946 in Frankrijk en in 1948 komt daar Tintin (Franse versie van Kuifje) bij. De markt voor stripbladen groeit en verschillende bladen hebben een oplage van meer dan 200.000 exemplaren. Maar er komt een roep om regulering. De katholieke bladen protesteren tegen het gewelddadig karakter van sommige strips en ook de communistische partij is voorstander van regulering, maar dan om protectionistische redenen, tegen de toevloed van Amerikaanse strips via het agentschap Opera Mundi van Paul Winkler. Wetten worden gestemd die verplichten om minstens 75% strips van eigen bodem te publiceren en die een toezicht instellen over de moraliteit van de strips. De Wet van 16 juli 1949 werkt moralistisch en protectionistisch. Resultaat is de aanstelling van een lastige commissie met ambtenaren van het ministerie van Binnenlandse Zaken die een klopjacht voeren op illustraties, verhalen en rubrieken die een gunstig beeld gaven van daden die gezien kunnen worden als misdrijven of een slechte invloed op de jeugd zouden kunnen hebben. Het controleren van de jeugdbladen heeft een protectionistisch effect omdat de Franse bladen minder streng gecontroleerd werden.

### Pilote

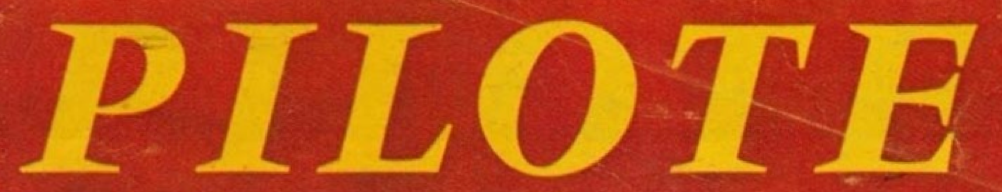

In de jaren 1960 begint de verkoop van stripbladen te dalen en verschillende titels verdwijnen (Coq hardi, Pierrot, Hurrah, L'Intrépide). Vooral de titels met als doelgroep jonge meisjes krijgen klappen (Bernadette, Lisette, Line, Nano et Nanette). In 1959 verschijnt het eerste nummer van Pilote, een initiatief van stripauteurs René Goscinny, Albert Uderzo en Jean-Michel Charlier met de steun van Radio Luxembourg. Verschillende auteurs van Kuifje en Robbedoes volgen. Stripuitgever Dargaud koopt in 1960 Pilote over en René Goscinny wordt hoofdredacteur. Hij kiest voor auteurs die werken voor een meer volwassen publiek (Cabu, Gotlib, Giraud, Druillet, Mandryka). Pilote brengt ook de succesreeksen Asterix en Lucky Luke. 

### Nieuwe bladen

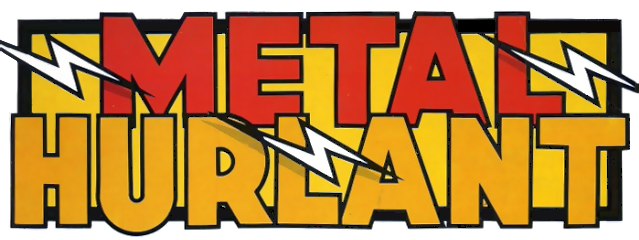

Vanaf het eind van de jaren 1960 taant het succes van Pilote. In 1972 stichten drie auteurs van Pilote, Claire Bretécher, Marcel Gotlib en Nikita Mandryka, een nieuw blad dat zich richt op een volwassen publiek, L'Echo des savanes. De auteurs van dit nieuwe blad (Pétillon, Solé, Pichard, Lucques) genieten een grote vrijheid en de oplage van het blad stijgt snel naar 100.000 exemplaren per week. Bestaande bladen als Hara-Kiri en Charlie volgen dezelfde weg. De nieuwe hoofdredacteur van Charlie, Wolinski, haalt auteurs als Pichard, Golo en Varenne binnen. In 1975 volgen de bladen Métal hurlant, opgericht door Dionnet, Druillet en Moebius, en Fluide glacial, opgericht door Jacques Diamant en Gotlib. Uitgeverij Glénat brent hetzelfde jaar het blad Circus uit en in 1978 lanceert uitgeverij Casterman het blad (À suivre).

### Moeilijke tijden
Vanaf de jaren 1980 begint de verkoop van de striptijdschriften te dalen. De uitgave van strips in albums veralgemeent en de lezer kiest ervoor zijn strip direct in albumvorm te kopen. In de loop van de jaren verdwijnen de meeste stripbladen.

## Albums
Tot het einde van de jaren 1960 werden er maar spaarzaam stripalbums uitgegeven, maar enkele tientallen titels per jaar. Een albumuitgave was voorbehouden voor de succesreeksen uit de striptijdschriften. Daarna begint de uitgave van stripalbums te groeien. Van 600 titels per jaar halfweg de jaren 1970 tot verschillende duizenden titels per jaar. Dit heeft wel een invloed op de verkoopcijfers van de meeste albums. De meest succesvolle strips verkopen meer dan 100.000 exemplaren maar voor de meeste uitgaven gaat het maar om enkele duizenden exemplaren. Belgische uitgevers als Casterman, Le Lombard en Dupuis zijn traditioneel belangrijk. Daarnaast zijn er de Franse uitgeverijen Dargaud, Glénat en meer recent Soleil en Bamboo.
In 2022 werden 85 miljoen strips verkocht in Frankrijk; dit komt overeen met een omzet van 921 miljoen euro. 57% van de verkochte strips waren manga's, een percentage dat jaar na jaar stijgt.

### Protesten
Alhoewel de verkoop van stripalbums blijft groeien na 2000, ontstaat er polemiek in Frankrijk. Er zijn twee belangrijke protestbewegingen vanuit de beroepsgroep van de stripauteurs.
Enerzijds is er een protest vanwege verschillende vrouwelijke stripauteurs naar aanleiding van de nominaties voor de stripprijzen van Stripfestival van Angoulême van 2016. Er wordt geprotesteerd wegens het grotendeels ontbreken van vrouwelijke auteurs tussen de genomineerden. Het protest tegen seksisme en de oproep tot een boycot komt van een groep vrouwelijke stripauteurs en wordt gesteund door verschillende mannelijke collega’s. Sindsdien is er meer aandacht voor de vrouwelijke stripauteurs, die een groeiend aandeel van de stripproductie voor hun rekening nemen.
Anderzijds wordt de moeilijke financiële situatie van een groot deel van de Franse stripauteurs aan de kaak gesteld. Naar aanleiding van het Stripfestival van Angoulême van 2018 wordt een manifest ondertekend door 400 stripauteurs gepubliceerd. Hierin wordt aangehaald dat slechts een minderheid van de stripauteurs een inkomen heeft waarmee ze comfortabel kunnen leven, terwijl de grote meerderheid moet bijklussen of in armoede leeft. Er wordt gepleit voor een eerlijker verdienmodel.

## Kranten
In tegenstelling tot de Verenigde Staten waar de strip geboren werd in de kranten, verschijnen er pas vanaf de jaren 1950 systematisch strips in de dagelijkse pers. Eerst gaat het om Amerikaanse series, later komen daar Franse strips bij: Arabelle, Jed Foran, Mique of 13, rue de l'Espoir. De meeste strips zijn afkomstig van agentschappen die hun strips aan verschillende Franse kranten verkopen, met als belangrijkste Opera Mundi (later Agepresse) van Paul Winkler. In de jaren 1950 en 1960 verschijnen volop krantenstrips, soms een hele pagina vol. Maar vanaf 1970 neemt het belang van de krantenstrip af.

## Culturele erkenning

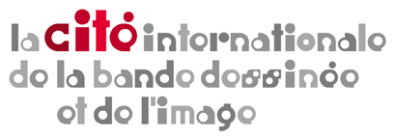

In 1962 wordt het CELEG ("Centre d'étude des littératures d'expression graphique") opgericht met als eerste voorzitter Francis Lacassin en in 1965 het SOCERLID ("Société civile d'études et de recherches des littératures dessinées"). Er beginnen fanzines te verschijnen waarin er aandacht is voor strips uit het verleden en voor de stripauteurs (Giff-Wiff, Phénix, Alfred). De vereniging SFBD ("Société française de bande dessinée") organiseert in 1969 de eerste stripconventie in Parijs. In 1973 volgt de eerste editie van het Internationaal stripfestival van Angoulême dat zal uitgroeien tot het grootste, Franstalig stripfestival. In 1989 wordt in Angoulême het CNBDI ("Centre national de la bande dessinée et de l'image") opgericht dat in 2008 opgaat in de "Cité internationale de la bande dessinée et de l'image". Sinds 1991 bestaat binnen die organisatie een stripmuseum ("Musée de la bande dessinée d'Angoulême") dat duizenden originele stripplaten, meer dan 1.800 titels van tijdschriften en tienduizenden stripalbums in zijn collectie heeft.